# Hindustán

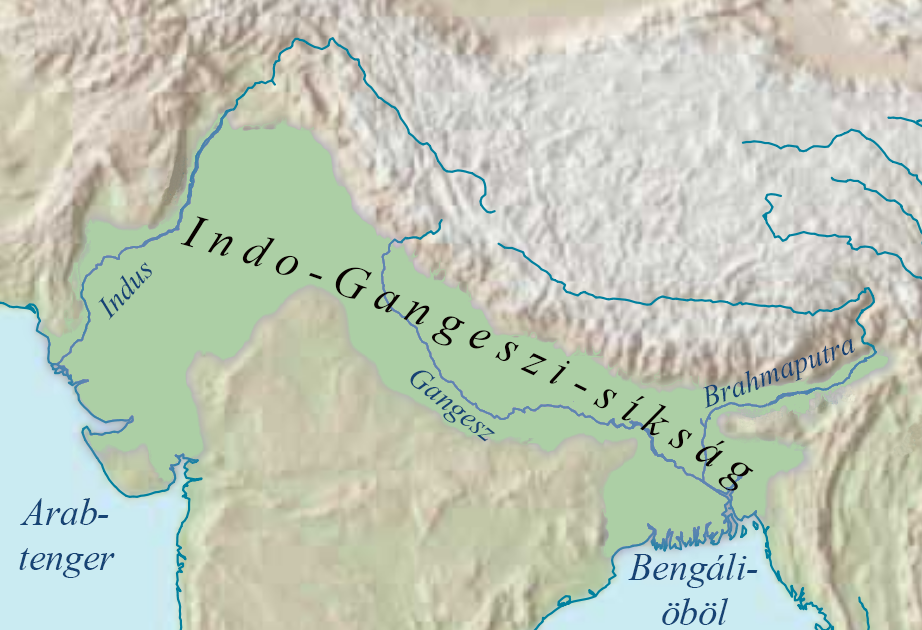
Mapa

Hindustán je označení pro severní část Indického subkontinentu, v níž se mluví hindustánštinou (na rozdíl od jihu, kde převažují drávidské jazyky). Výraz pochází ze sanskrtského názvu řeky Indus Sindhu a perského slova stán, které znamená „země“, a začal se používat ve středověku díky muslimským vládcům Dillíského sultanátu. Hindustán zahrnuje převážně úrodné a hustě zalidněné nížiny v Paňdžábu a v povodí řeky Gangy, jeho severní hranici tvoří Himálaj a jižní pohoří Vindhja. Oblast byla kolébkou indické civilizace. Politicky je Hindustán rozdělen mezi Pákistán a Indii. Bengálsko je sice ze zeměpisného hlediska součástí Indoganžské nížiny, ale z kulturních a historických důvodů se k Hindustánu nepočítá. 